# Jette Stoltz
Gertrud Birgitta Stoltz, känd som Jette Stoltz, född 20 september 1923 i Höja församling i dåvarande Kristianstads län, död 11 oktober 2010, var en svensk målare.
Hon var dotter till prosten Johannes Stoltz och Karin Gerle samt syster till kyrkoherde Ingmar Stoltz. Hon är begravd på Löderups kyrkogård i Ystads kommun, en grav där även systern Ella vilar.

## Biografi
Jette Stoltz avlade studentexamen 1944 och bedrev därefter konststudier på Konstfack, Skånska målarskolan i Malmö, Otte Skölds målarskola och Konstakademin i Köpenhamn. År 1951 kom hon till Paris där hon studerade för Fernand Léger.
Hon debuterade 1956 i Stockholm där hon sålde 36 målningar på tre dagar.
Stoltz hade från barndomen en stark kristen tro och det är ett återkommande tema i hennes målningar. Efter en vistelse vid Franciskanordens kloster i Assisi 1949 konverterade hon till katolicism. Hon återvände till Italien efter sina studier och Rom blev tidvis hennes hemvist.
Hon medverkade 1986 i TV-programmet Här är ditt liv samt tidskriften Kulturens Värld.
Stoltz finns representerad på Nationalmuseum i Stockholm, Malmö museum, Arkivmuseet i Lund och Ystads konstmuseum samt Peggy Guggenheim Collection i Venedig. Offentliga utsmyckningar gjorde hon bland annat för SE-bankens kontor i Malmö, Vasa försäkringsbolag, Stockholm, Pripps bryggerier, Stockholm, Kungsörnen, Stockholm, KåKå i Helsingborg, Kommunala flickskolan i Ystad samt församlingshemmen i Löderup och Borrby.

## Separatutställningar
- Galerie Æsthetica (1956)[9]
- Liljevalchs Konsthall (1970)[10]
- Kulturen (1986) [11]
- Ystads konstmuseum (2012)[5]